# Fabio Brazza
Fabio Rebouças de Azeredo, mais conhecido como  Fabio Brazza (São Paulo, 12 de janeiro de 1990), é um Rapper, compositor e poeta brasileiro. Também é neto do poeta concreto Ronaldo Azeredo.

## Biografia
Fabio Brazza herdou do avô a paixão pelo samba. Ainda criança, influenciado por nomes como Noel Rosa e Cartola, o cantor e poeta escreveu suas primeiras letras. Na adolescência, conheceu e se identificou com o trabalho dos Racionais MC's. Foi criado em Itaim Bibi, bairro de classe média alta de São Paulo, cursou Ciências Sociais na PUC-SP e ganhou uma bolsa para jogar futebol na Universidade Wingate, na Carolina do Norte, nos Estados Unidos, onde cursou Comunicação. Aos 19 anos, participou de sua primeira batalha de rimas na estação de Santa Cruz, em São Paulo, de onde saiu campeão.

## Desimpedidos
Torcedor do São Paulo, em 2013, integrou o núcleo de comediantes e comentaristas do canal de entretenimento, futebol e humor Desimpedidos, criado para ser exibido no YouTube.
Lá ele criava poesias para jogadores da atualidade e aposentados. Também escrevia e participava das batalhas de rimas de clube versus clube.

## Discografia
Em 2014, lançou em formato digital o CD Filho da Pátria no dia 22 de abril, dia do descobrimento do Brasil.  O disco, concebido enquanto morava nos Estados Unidos, contou com a participação do rapper norte-americano Chali 2na em "Time To Love e incluiu a música "MMA", em homenagem ao lutador Anderson Silva. Em 2016, lançou o CD "Tupi Or Not Tupi", com 13 faixas e produção de Léo Cunha e Marcelo Calbucci. O disco teve participações de Arnaldo Antunes em "Hey João", Grupo Reduto em "Brasil Que Pode Dar Certo", Mato Seco em "Aiyra Ibi Aba”", Caju & Castanha em "A Gente Gosta de Inventar" e Paula Lima em "Sabe".  Em 2017, lançou o CD É Ritmo, Mas Também é Poesia, produzido por Mortão VMG. O disco incluiu dez faixas autorais e teve participação de Rashid em "O Rap é Preto".
Em 2018 lançou o CD Colírio da Cólera, sendo um dos seus grandes sucessos na carreira. O disco contou com participação de Cynthia Luz, Negra Li, Srta Paola, Helles, Gabriel Elias, Vulto e Raphael Braga.
Também em 2018, escreveu uma letra de rap para a versão de "Mostra Tua Força, Brasil", de Jair Oliveira e Wilson Simoninha, interpretada por Anitta e Thiaguinho, que foi jingle publicitário do Banco Itaú, patrocinador da Seleção Brasileira na Copa do Mundo.
Já em 2020 lançou o disco Isso Não É Um Disco de Rap e, com lírica cada vez mais aguçada, se firmou como dos grandes artistas da música no Brasil. O CD saiu com participações de Sant, Srta Paola, Haitam, Gigante no MIC, Vulto, Helio Bentes, Luccas Carlos e Péricles.
Em 2021 lançou Rima Após a Morte, reinventando-se, com apresentações que mostram a superação do artista de periodos depressivos, mostrando a ligação entre o "mundo real" e o "mundo espiritual", como nas músicas "Meu Fantasma", "Converso com os Mortos" e "Oftalmo". O disco contou com participações de Mano Fler, Menor do Chapa, Pedro Lotto, Mortão VMG, Paiva Prod. e WEY.

### Discos
- 2014 - Filho da Pátria
- 2016 - Tupi Or Not Tupi
- 2017 - É Ritmo, Mas Também é Poesia
- 2017 - EP Epopeia da Poeira Cósmica
- 2018 - Colírio da Cólera
- 2020 - Isso Não É Um Disco de Rap
- 2021 - Rima Após a Morte
- 2023 - Dias Mulheres Virão
- 2023 - Dias Mulheres Virão Pt. 2
- 2024 - Músicas Perdidas No HD

### Videoclipes
- 2013 - Acorda
- 2015 - Ninguém Pode Negar
- 2017 - Brasil que Pode Dar Certo
- 2017 - O Rap tá Pop
- 2018 - SouFree (com Alves)
- 2019 - Já Pensou
- 2020 - Só Uma Noite (com Péricles)
- 2021 - Cancelado
- 2021 - Maldição (com Menor do Chapa)
- 2021 - Filhos da Diversidade (com RAPadura Xique-Chico)